# Louis Ier de Löwenstein
Pour les articles homonymes, voir Löwenstein (homonymie).
Louis Ier, comte de Löwenstein (29 septembre 1463 à Heidelberg - 28 mars 1523 à Löwenstein), est le fondateur de la maison de Lowenstein-Wertheim.

## Biographie
Il est un fils de l'électeur palatin Frédéric Ier (1425-1476), issu de son Mariage morganatique avec Clara Tott. Elle est une Dame de compagnie à la cour du duc de Bavière à Munich, où Frederick la rencontre en 1459. Elle lui donne deux fils, Louis et son frère aîné Frédéric (1461-1474).
En 1451, Frédéric Ier adopte son neveu Philippe Ier du Palatinat comme fils et héritier. À l'époque, il a promis de ne pas se marier lui-même afin de ne pas créer d'héritiers rivaux. Cependant, à un moment donné, Philippe dénoue son oncle de cette promesse et Frederic épouse secrètement Clara. Frederic continue à soutenir Philippe comme son héritier et, en retour, Philippe promet de subvenir aux besoins de ses fils. Philippe fait don de la seigneurie de Scharfeneck à Louis et, en 1488, il lui donne le comté de Löwenstein. En 1492, Louis acquiert la seigneurie d'Abstatt, notamment le château de Wildeck. Le 24 février 1484, Maximilien Ier , Roi des Romains à l'époque, l'élève au rang de comte impérial.
Louis Ier est le fondateur de la maison de Löwenstein-Wertheim. Deux branches de cette maison existent jusqu'à ce jour : les princes protestants de Löwenstein-Wertheim-Freudenberg et les princes catholiques de Löwenstein-Wertheim-Rosenberg.

## Mariages et descendance
Il se marie deux fois. Sa première épouse est Elisabeth de Montfort (décédée le 13 janvier 1503), avec laquelle il se marie en 1488. Ils ont dix enfants :
- Margaret (28 juin 1489 - 1489)
- Elisabeth (8 juin 1490 - 1530), mariée :
- # comte Oswald II de Tierstein (27 août 1474 - 1514) :
- # en 1524 à George Würtwein
- Wolfgang (2 avril 1491 - 28 avril 1491)
- Louis (mars 1492)
- Wolfgang (25 mars 1493 - 15 avril 1512), marié le 15 janvier 1512 à Elisabeth (18 novembre 1495 - 1540), fille du comte Kraft VI de Hohenlohe-Neuenstein
- Catherine (25 avril 1497 - 10 septembre 1541), religieuse du monastère de Lichtenstern
- Louis II (28 avril 1498 - 1536), marié le 16 décembre 1525 à Anna Schenk de Limpurg (déc. 1536)
- Clara (28 avril 1499 - 6 février 1568), religieuse du monastère de Lobenfeld
- Johanna (20 juillet 1500 - 10 janvier 1520), religieuse du monastère de Lichtenstern
- Frédéric Ier (19 août 1502 - 3 février 1541), marié le 16 juin 1524 à Hélène de Koenigsegg (15 mars 1509 - 20 avril 1566); ils ont un fils :
  - Louis III de Löwenstein (17 février 1530 - 13 mars 1611)

Sa deuxième épouse est Sophia Böcklin (décédée en 1510). Ce mariage reste sans enfant.